# Ruspolia praeligata
Ruspolia praeligata är en insektsart som först beskrevs av Bolívar, I. 1922.  Ruspolia praeligata ingår i släktet Ruspolia och familjen vårtbitare. Inga underarter finns listade i Catalogue of Life.